# بولمان (مراکش)
بولمان یکی از شهرهای کشور مراکش است. بولمان در نزدیکی شهر فاس قرار دارد.